# Always in the Way
Always in the Way er en amerikansk stumfilm i sort-hvid fra 1915 instrueret af J. Searle Dawley. Filmen som var baseret på sangen af samme navn blev delvist optaget på Bahamas.

## Handling
Dorothy North er de fire-årige barn af den velhavende advokat Winfred North. Hendes mor er død og hendes far gifter sig med enken Helen Stillwell. Helen er irriteret over Dorothys tilstedeværelse og behandler hende som om hun altid er i vejen. Hun løber væk hjemmefra og bliver taget under behandling af en missionær. Mens Dorothy ledsager hendes nye plejeforældre til Afrika, oplyser Helen Winfred at hans datter er død.
Winfred forsøger uden heldt at finde Dorothy, der vokser op til en ung kvinde i Afrika. I en alder af femten, bliver hendes plejeforældre dræbt af zuluerne. Hun bliver skilt fra sin kæreste John Armstrong og rejser tilbage til Amerika. Her finder hun arbejde i en blomsterbutik. John followes rejser til New York City og finder hendes rigtige far. De er alle genforenet og Winfred skilles med Helen.

## Medvirkende
- Mary Miles Minter – Dorothy North
- Ethelmary Oakland – Dorothy North (som barn)
- Lowell Sherman – Winfred North
- Edna Holland – Mrs. Helen Stillwell
- Mabel Greene – May Stillwell
- Harold Meltzer – Alan Stillwell
- Charlotte Shelby – Mrs. Goodwin